# 森田桂介
森田　桂介（もりた　けいすけ、1982年（昭和57年）10月7日 - ）は、広島県三原市生まれの俳優。
妻は女優、タレントの村田綾。

## 人物紹介
2008年よりファミリーECOユニット「にゃんたぶぅ」に参加。『もりちぃ』としても活動中。
なお、「にゃんたぶぅ」は埼玉県知事公認の「勝手に埼玉応援隊」に任命されているほか、長野県松川町広報大使、埼玉県蓮田市広報大使、広島県三原市ふるさと大使でもある。

## 舞台
- 「GUNS -All or Nothing-」（2008年）
- 「真里亜～その愛の果てに～」（2009年）
- 「GUNS -ALL or Nothing-」（2009年）
- 「毒花－DOKKA－」危婦人公演（2015年）
- 「福憑～そこはかとなく忠臣蔵～」危婦人公演（2015年）
- 「バンク・バン・レッスン」（2015年）
- 「ドドスカドン」（2016年）
- 「SASUKE～時代を駆け抜けた忍者たち～」（2016年）
- 「カサブランカの、夢-NINPU2016-」危婦人公演（2016年）
- 「永遠の一秒」（2018年）

## DVD
- FirstイメージDVD「Midnight Blue」[9]
- ムラヤマ・Ｊ・サーシworksに多数出演

## インターネットテレビ
- CHAZAWAステーション (2008年4月 - 2008年6月、スティッカムTV、毎週金曜日 20:30 - 21:30)[10]
毎週月曜から金曜まで放送されていた「CHAZAWAステーション」において、金曜日のMCを中里佳織(Pinkish)・湯原まりえとともに担当。番組内で「そらまめくん」と名乗っていた。
- 下キタ━(゜∀゜)━!!（2008年6月 - 2008年7月、スティッカムTV、毎週金曜日 20:30 - 22:00）
「CHAZAWAステーション」がリニューアルされ、2008年6月から「下キタ━(゜∀゜)━!!」という番組名になった。引き続き、中里佳織・湯原まりえとともにMCを担当した。